# Glamočani (gmina Laktaši)
Glamočani (cyr. Гламочани) – wieś w Bośni i Hercegowinie, w Republice Serbskiej, w gminie Laktaši. W 2013 roku liczyła 1928 mieszkańców.